# نهائي كوبا ليبرتادوريس 2016
نهائي كأس ليبرتادوريس 2016 هو النهائي رقم 57 من بطولة كأس ليبرتادوريس وهي البطولة التي ينظمها اتحاد أمريكا الجنوبية لكرة القدم.
لُعب النهائي بنظام الذهاب والإياب وجمع بين إنديبندينتي ديل فال الإكوادوري وأتلتيكو ناسيونال الكولومبي. جرت مباراة الذهاب على ملعب آتاهوالبا الأولمبي في كيتو يوم 20 يوليو 2016، بينما لُعبت مباراة الإياب على ملعب أتاناسيو خيراردوت في ميديلين يوم 27 يوليو 2016.
الفائز بكوبا ليبرتادوريس 2016 يتأهل لكأس العالم للأندية 2016 كممثل لاتحاد أمريكا الجنوبية لكرة القدم، ويشارك في الدور نصف النهائي. كما يحصل على حق اللعب ضد الفائز بكوبا سود أمريكانا 2016 في ريكوبا سودأمريكانا 2017.
فاز أتلتيكو ناسيونال على خصمه إنديبندينتي ديل فال بنتيجة 2–1 في المجموع، ليحقق ثاني ألقابه في البطولة.

## عن الفريقين
| الفريق              | نهائيات سابقة (الخط العريض يشير لسنة الفوز) |
| ------------------- | ------------------------------------------- |
| إنديبندينتي ديل فال | 0                                           |
| أتلتيكو ناسيونال    | 2 (1989، 1995)                              |

## مباراة الذهاب

### التفاصيل

إحتضن ملعب آتاهوالبا الأولمبي في كيتو مباراة الذهاب.

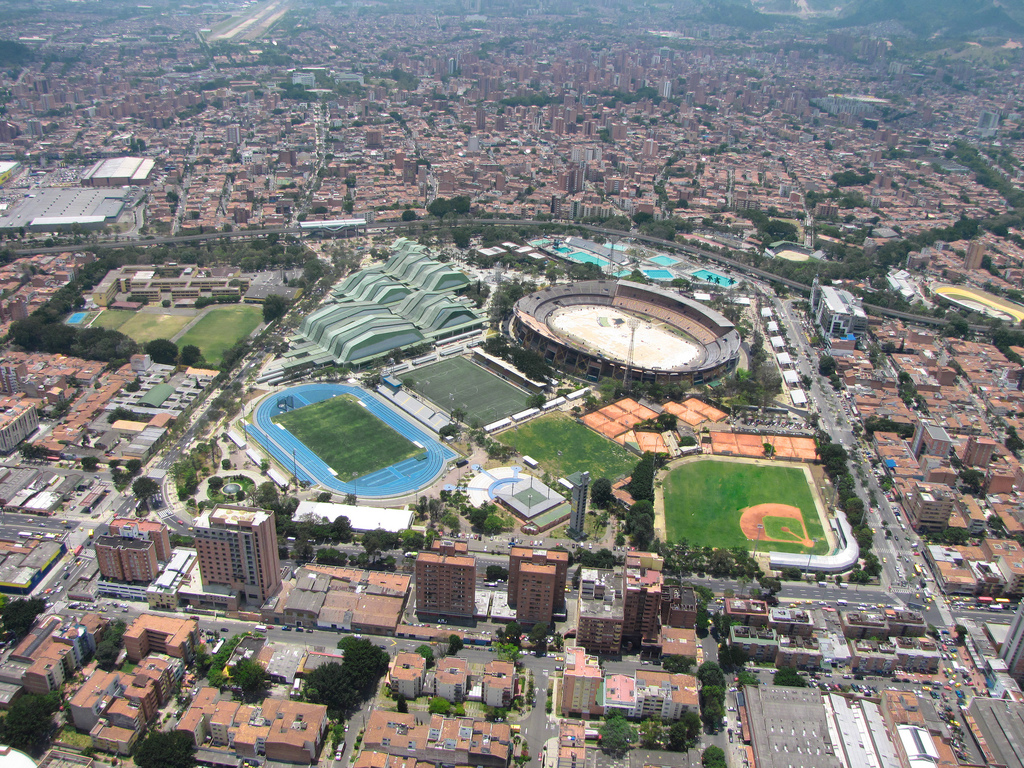
لُعبت مباراة الإياب على أرضية ملعب أتاناسيو خيراردوت في ميديلين.

| إنديبندينتي ديل فال | 1–1   | أتلتيكو ناسيونال |
| ------------------- | ----- | ---------------- |
| - مينا 87'          | تقرير | - بيريو 36'      |

## مباراة الإياب

### التفاصيل
| أتلتيكو ناسيونال | 1–0   | إنديبندينتي ديل فال |
| ---------------- | ----- | ------------------- |
| - بورخا 9'       | تقرير |                     |